# Zastava Senegala
Zastava Senegala usvojena je 20. kolovoza 1960.
Na njoj se nalaze okomito raspoređene panafričke boje sa zelenom petokrakom u sredini.